# Maxime Raynaud
Maxime Raynaud (Parigi, 7 aprile 2003) è un cestista francese.

## Carriera

### Nazionale
Nel 2023 ha vinto, con la Francia under 20, la medaglia d'oro agli Europei di categoria.

## Statistiche

### College
| Anno      | Squadra           | PG  | PT | MP   | TC%  | 3P%  | TL%  | RP   | AP  | PRP | SP  | PP   |
| --------- | ----------------- | --- | -- | ---- | ---- | ---- | ---- | ---- | --- | --- | --- | ---- |
| 2021-2022 | Stanford Cardinal | 29  | 5  | 12,0 | 54,1 | 42,3 | 53,8 | 3,8  | 0,8 | 0,2 | 0,2 | 4,5  |
| 2022-2023 | Stanford Cardinal | 33  | 23 | 22,4 | 54,0 | 27,9 | 59,5 | 6,1  | 0,9 | 0,5 | 0,5 | 8,8  |
| 2023-2024 | Stanford Cardinal | 32  | 31 | 29,1 | 56,7 | 36,1 | 78,4 | 9,6  | 2,0 | 0,7 | 0,8 | 15,5 |
| 2024-2025 | Stanford Cardinal | 35  | 35 | 33,5 | 46,7 | 34,7 | 77,0 | 10,6 | 1,7 | 0,9 | 1,4 | 20,2 |
| Carriera  | Carriera          | 129 | 94 | 24,7 | 51,5 | 34,7 | 73,2 | 7,7  | 1,3 | 0,6 | 0,8 | 12,6 |